# ザムトゲマインデ・ジーデンブルク
ザムトゲマインデ・ジーデンブルク (ドイツ語: Samtgemeinde Siedenburg)は、ドイツ連邦共和国ニーダーザクセン州ディープホルツ郡に属すザムトゲマインデ（集合自治体）である。このザムトゲマインデには5つの町村が行政処理のために属している。

## 地理

### 位置
このザムトゲマインデは、ディープホルツ郡の東端、ズーリンゲンとニーンブルクとの間に位置している。

### 所属する町村
- ボルステル
- マーゼン
- メリングハウゼン
- ジーデンブルク、フレッケン
- シュタッフホルスト

## 行政

### 議会
このザムトゲマインデの議会は14議席で構成されている。

### 首長
2014年7月1日からライナー・アーレンスがこのザムトゲマインデの長を務めている。彼は2014年6月15日の決選投票で 69.81 % の票を獲得して選出された。この選挙の投票率は 59.78 % であった。
過去のこのザムトゲマインデの長を列記する。
- 2004年 - 2013年: ディルク・ラウシュコルプ（無所属）
- 2014年 - : ライナー・アーレンス（無所属）

### 紋章
図柄: 胸壁状の分割線で上下二分割。上部は黒地に釣り合った金色の天秤。下部は金地で、直立した2本のクマの腕。赤い爪を持ち、下部は胸板でつながっている。

## 経済と社会資本

### 交通
- 道路: このザムトゲマインデの南部を連邦道 B214号線（ニーンブルク - ズーリンゲン）が通っている。州道 L352号線がマーゼン付近のB214号線と、アーゼンドルフとヴィーツェンとの間のB6号線（ブレーメン - ニーンブルク）とを結んでいる。
- 鉄道: 最寄りの駅はニーンブルクにある。ジーデンブルクから約 22 km の距離がある。
- 空港: ブレーメン空港まで約 54 km である。ハノーファー空港はジーデンブルクの南東約 70 km にある。